# Мода Одрі Гепберн

Виставка сукні Гепберн із фільму «Сніданок у Тіффані » (1961)

Мода актриси Одрі Гепберн (англ. Audrey Hepburn), як на екрані, так і поза ним, вплинула на тренди і поп-культуру, а сама вона вважається іконою стилю.

## Мода і стиль
Я пам'ятаю прекрасні вечірні сукні: Givenchy завжди, і Valentino в Римі... пальто в горошок взимку, підняті коміри... черевики з квадратним носком в 1970-х, бавовняні штани і Lacostes влітку, балетки і довгий халат коло хати вранці.
Стиль Гепберн, що набув популярності після її злету до слави в 1950-х роках, асоціювався з позачасовістю та пошиттям одягу. Гепберн мала впевнене відчуття власної манери одягатися і шукала прості, вишукані речі, щоб підкреслити свій силует і профіль. Вона вважала, що жінки повинні знайти свій власний доповнюючий "look", а не покладатися на тренди, і доповнювати його аксесуарами відповідно до сезону.[1] Гепберн інвестувала в якісні речі, і при нагоді вкладала в свої ансамблі навмисну думку. Вона захоплювалася простими лініями та елегантними образами, покликаними доповнювати її, а не виділятися. Гепберн схилялася до недоодягання, а не до переодягання, кажучи, що "краще бути єдиною в піджаку на заході в чорній краватці, ніж бути єдиною в чорній краватці на заході в піджаку".
Предмети, пов'язані з її модним брендом, включали штани-дудочки, чорні поло, тренчі, марьєри, пов'язки на голову, пояси на талії, балетки, білу сорочку великого розміру, джинси кольору індиго, штани з гінгемом і хустки на голову.  Вона також часто носила сукні-футляри, декольте, укорочені штани, підкреслену талію та застібки на ґудзиках.   Вона іноді носила костюми та штани, але часто підкреслювала образ аксесуарами, щоб зберегти жіночність.  Її моду називають витонченою, мінімалістичною, елегантною, відполірованою тамодною .     Гепберн зазвичай обирала приглушену палітру чорного, білого, бежевого та рожевого, яка підкреслювала темні відтінки її очей та волосся. Вона "компенсувала" з приводу носіння балеток та туфель на плоскому ходу. Вона часто носила візерунки зі смужок і ситцеві речі . Її "повсякденна уніформа" складалася з вільних штанів або спідниць у поєднанні з блузою. . Академік Рейчел Мозлі описує поєднання "вузьких чорних штанів, пласких балеток і тонкого чорного трикотажу" як один з її фірмових образів поряд з маленькими чорними сукнями, зазначаючи, що цей стиль був новим у той час, коли жінки все ще носили спідниці і туфлі на високих підборах частіше, ніж штани і плоскі туфлі.
Гепберн стверджувала, що мода "увійшла в її життя" після першої зустрічі з Юбером де Живанші, якого вона вважала «творцем [своєї] особистості».  Вона стала його музою  , і вони настільки тісно пов'язали своє життя, що академік Джейн Шерідан заявила: "Ми можемо запитати: "Одрі Гепберн створила Живанші чи навпаки?» . Пара концептуалізувала "фірмовий" ансамбль Гепберн - сукню з вирізом у формі бато з приталеним ліфом і повною спідницею. Цей образ, що отримав назву "Образ Гепберн", популяризував мінімалістичний стиль пошиття одягу Givenchy і сприяв зростанню продажів.  Givenchy створила вечірню сукню, яку вона одягла на церемонію вручення премії «Оскар» у 1954 році, білий мереживний ансамбль із пишною спідницею кольору слонової кістки, яку Гепберн назвала своєю «щасливою сукнею».  Givenchy також розробив її другу весільну сукню - світло-рожеву міні-сукню з вирізом "поло", яку вона вдягла на церемонію для Андреа Дотті .  Замість того, щоб позичати одяг, вона володіла власним гардеробом і платила повну вартість творінь Givenchy.   З 1956 року контракт Гепберн передбачав, що вона буде одягатися від Живанши у всіх сучасних фільмах.  Сама Гепберн заявляла, що Живанши "дав мені вигляд, тип, силует. Він завжди був найкращим, і він залишився найкращим. Тому що він зберіг вільний стиль, який я люблю. Що може бути прекрасніше простого футляра, зробленого незвичайним чином з особливої тканини, і всього лише двох сережок?" 
Після переїзду до Риму, де її часто фотографували папараці, у неї виникла асоціація з Валентіно.  Гепберн була близька до шевця Сальваторе Феррагамо і вважала, що якісне взуття можна носити в тандемі з простим одягом.  Пізніше вона також носила одяг від Ralph Lauren для більшості своїх позаслужбових виходів. 

## У фільмі

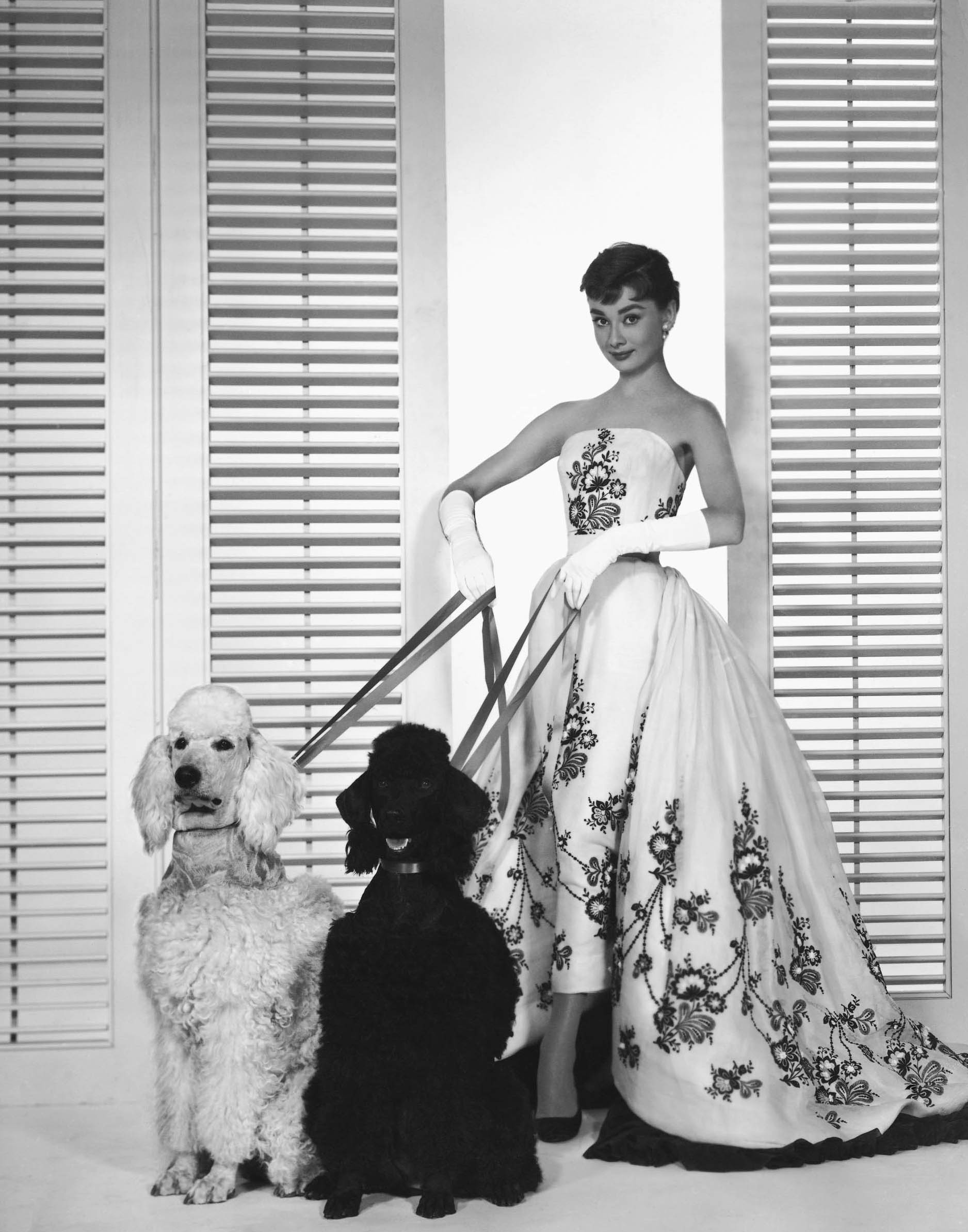
Гепберн на рекламній фотографії для Sabrina (1954), її першої співпраці з Givenchy

Дебютний фільм Гепберн "Римські канікули", де вона зіграла принцесу-втікачку середини століття, вирізнявся мінімалістичним гардеробом, а її образи в стилі гаманець вважаються переломними для того часу.  Її героїня з'являлася в корсетних сукнях з тафти, а потім перевдягалася в підперезані поясом спідниці міді, босоніжки на шнурівці, жіночні бавовняні блузи, балетки та шовкові шарфи з принтом. 
Її співпраця з Givenchy у фільмі 
"Сабріна " (1954), де вона зіграла роль доньки титулованого шофера, визначила класичні елементи в її гардеробі, які "визначили її імідж" протягом усієї її кар'єри. Через те, що спочатку планувалося розробити Едіт Гед, режисер Біллі Вайлдер відправив Гепберн до Парижа, для ознайомлення з автентичним парсійським дизайном, що і привело її до знайомства з  Givenchy.  Серед обраних особисто Гепберн були: сірий костюм з оксфордської вовни з двобортною спідницею, з вирізом-черпаком, затягнутою талією і вентильованою спідницею, біла бальна сукня без бретелей з квітковою орнаментальною вишивкою і каскадним шлейфом з чорних рюшів, а також чорна коктейльна сукня на ґудзиках, з глибоким V-подібним вирізом на спині і розкльошеною довжиною до поясу балерини.  Фінальна сукня мала виріз бато, який став відомим як декольте Сабріни, або виріз Сабріни, який полюбився Гепберн, оскільки підкреслював її фігуру, а не худорлявість 
Прем'єра одного з її найулюбленіших ансамблів відбулася у фільмі «Смішне обличчя» (1957), де її героїня, старанна бібліотекарка -бітник, виходить із своєї оболонки.    Для зйомок у Франції Гепберн одягала чорне поло, сірий тренч, чорні штани та чорні мокасини.   Вона також одягала атласну сукню кольору вермільйону та білі оперні рукавички. Гепберн грає скромну студентку консерваторії у фільмі «Кохання після обіду» (1957), в якому вона використовує вбрання з "вишуканим жіночим шармом", як-от сміливі в'язані кардигани, смугасті штани, бавовняні сарафани та стрічки для волосся.
Фільм 1961 року «Сніданок у Тіффані», де Гепберн зображує висококласну відвідувачку кафе Голлі Голайтлі, вважається прикладом кінематографу та моди того десятиліття.   У першій сцені, знятій на П’ятій авеню, Гепберн була одягнена в маленьку чорну сукню, яка вважається однією з найбільш знакових у кіно, що надихає на кілька наслідувань.   Це атласна сукня-футляр з мінімалістичними вирізами, поєднана з сонцезахисними окулярами, туфлями на підборах"кошеня", багатошаровим перловим намистом і брошкою у волоссі.   Серед іншого вбрання у фільмі - біла чоловіча сорочка великого розміру в поєднанні з бірюзовою маскою для сну,  шовкова коктейльна міні-сукня з глибоким вирізом і пір'яним подолом,  шовкова коктейльна міні-сукня з глибоким вирізом і пір'яним подолом,  простирадло, яке можна носити як святкову сукню,  яскраво-рожева сукня без рукавів довжиною до коліна, вишита широким бантом і маленькими віялами зі стразів,  Сніданок у Тіффані вважається найбільш визначальним для Гепберн. фільму та закріпила за нею статус ікони стилю.  
У фільмі «Моя чарівна леді» (1964), де Гепберн грає Елізу Дуліттл, вона простежує трансформацію своєї героїні через моду і включає символічний ансамбль з білої мереживної сукні з пишним оздобленням стрічками в поєднанні з парасолькою з тюлю та крислатим чорно-білим капелюхом.  Вона зображує доньку фальсифікатора мистецтва у фільмі 1966 року «Як вкрасти мільйон»,що включає аристократичний нахил до модних тенденцій шістдесятих, таких як скульптурне пошиття, яскраві пальта, біжутерія та білі сонцезахисні окуляри.  Гепберн була обрана на роль асистента сценариста у фільмі  фільмі «Париж, коли шипить» де вона одягала сміливіші відтінки, включаючи помаранчеву сорочку з драпіруванням на спині, фісташковий костюм зі спідницею та бавовняно-цукеркову сукню-комбінезон. 

## Спадщина
Гепберн була внесена до Міжнародного списку Залу слави в найкращому одягу. Незабаром після того, як вона стала відомою, універмаг Barneys New York випустив лінію одягу, натхненну її повсякденним гардеробом.  Після смерті Гепберн у 1993 році, більшість її суконь були розподілені Givenchy по музеях по всьому світу.  Після виходу Givenchy на пенсію в 1995 році, Vanity Fair писав, що "Відображення Одрі" набуло популярності - термін, що означає відновлення суспільного інтересу та модних тенденцій, пов'язаних з життям і модою Гепберн, з "легіонами шанувальників", які прагнуть наслідувати її образ.   Її особиста колекція, в тому числі значна частина одягу, була виставлена на аукціон Christie's в Лондоні в 2017 році.  .
Її вбрання надихали таких знаменитостей, як Бейонсе,  Наталі Портман,  Тейлор Свіфт,   Кендалл Дженнер,  Кірнан Шипка,   Сандра Баллок,  Зуї Дешанель,  Лілі Аллен,  Меган Маркл  і Рейчел Білсон .  Її екранна мода вплинула на костюми в кіно і на телебаченні, включаючи «Велика маленька брехня» (2017-2019),  «Емілі в Парижі» (2020 — теперішній час)  і «Темний лицар: Відродження » (2012).  " Десятки дизайнерів, як повідомляється, випустили дизайни, натхненні Гепберн,  в тому числі Zara та Michael Kors , Гепберн була включена в різні списки "найкраще одягнених", в тому числі "100 ікон моди за версією Time,[15]  Жінки, які змінили моду за версією Harper's Bazaar",[16 ] "Ікони стилю за версією Forbes,[17 ] і "Найвпливовіші ікони моди всіх часів і народів" за версією StyleCaster.  .
Посмертний статус Гепберн як ікони сприяв постійній актуальності її стилю.   Її стиль і зовнішність були предметом обожнювання молодих жінок за життя і після нього, а її найвідоміші ансамблі були впізнавані публікою.   Гепберн називають однією з найелегантніших жінок в історії. Едіт Хед стверджувала, що Гепберн розумілася на моді краще, ніж будь-яка інша актриса, за винятком Марлен Дітріх .  Ісаак Мізрахі називав її тим, хто ввів мінімалізм у моду, а Крістіан Лакруа заявив, що Гепберн символізує стиль її покоління.  Vogue France пише, що стиль Гепберн «вбудований у наше розуміння історії моди» та є представником моди двадцятого століття.  У 2015 році її онука Емма Феррер знялася у фотосесії для Harper's Bazaar, віддаючи данину поваги найбільш пам'ятним образам Гепберн. 

## Галерея

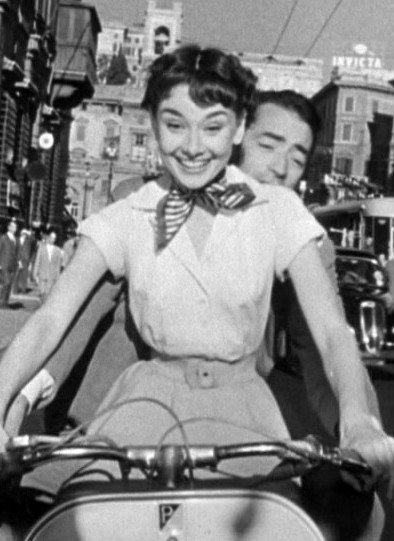
Гепберн у блузі та шовковій хустці " Римські канікули" (1953)
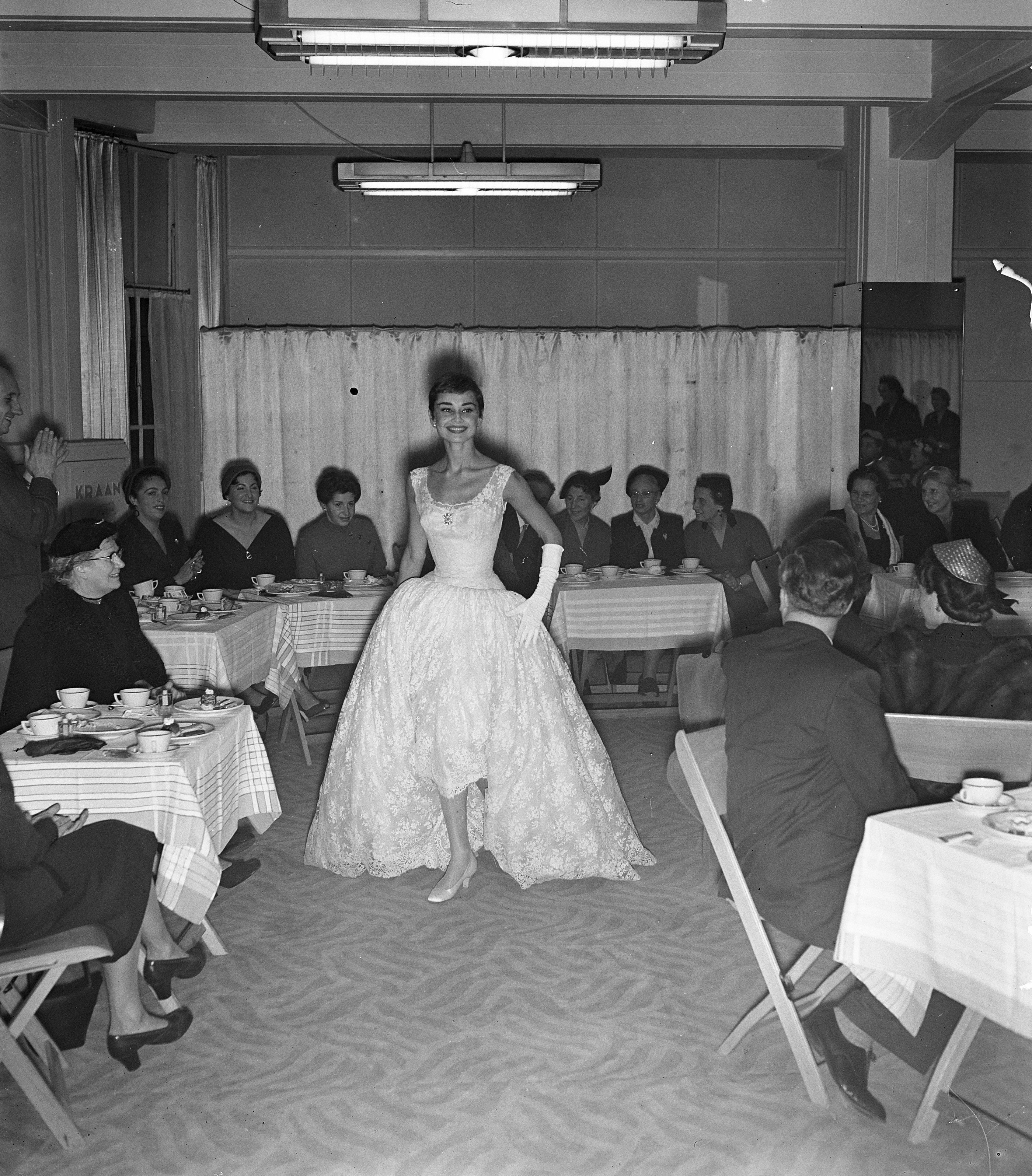
Гепберн бере участь у благодійному показі моди Givenchy в 1956 році
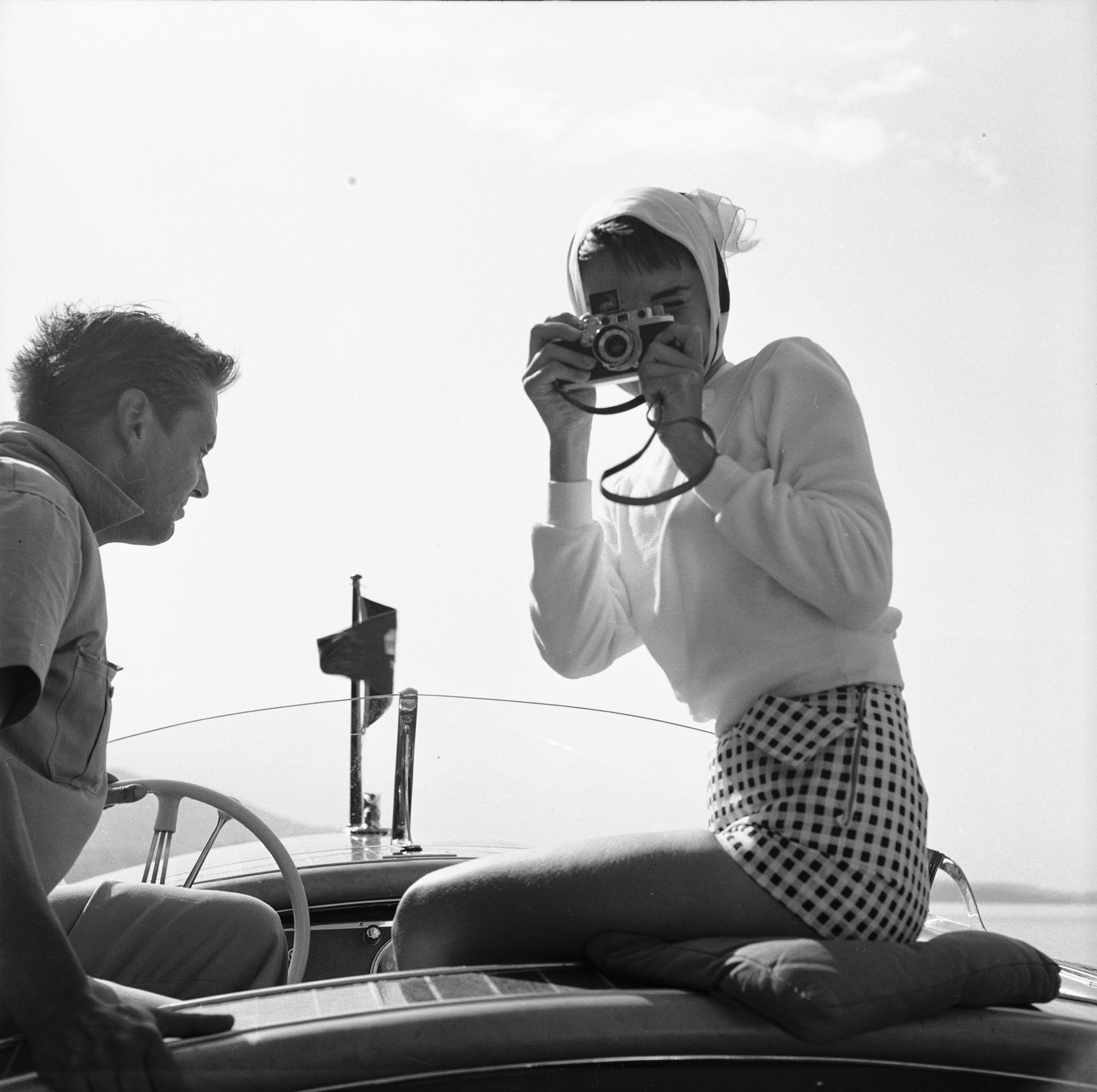
Гепберн у светрі з укороченими джинсовими шортами, бл. 1954 р.
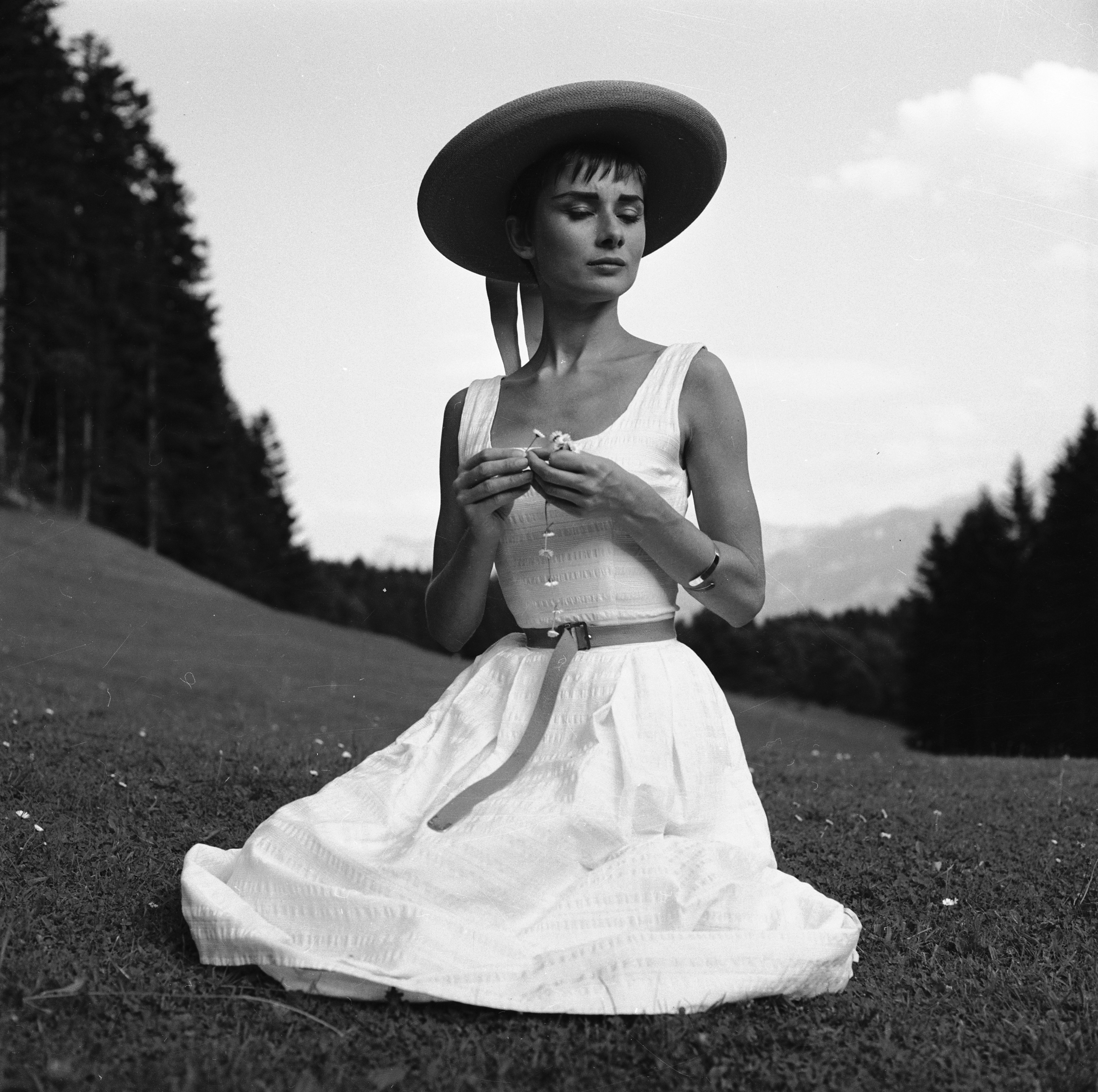
Гепберн у легкому сарафані з поясом і солом'яному капелюсі у Швейцарії, бл. 1954 р.
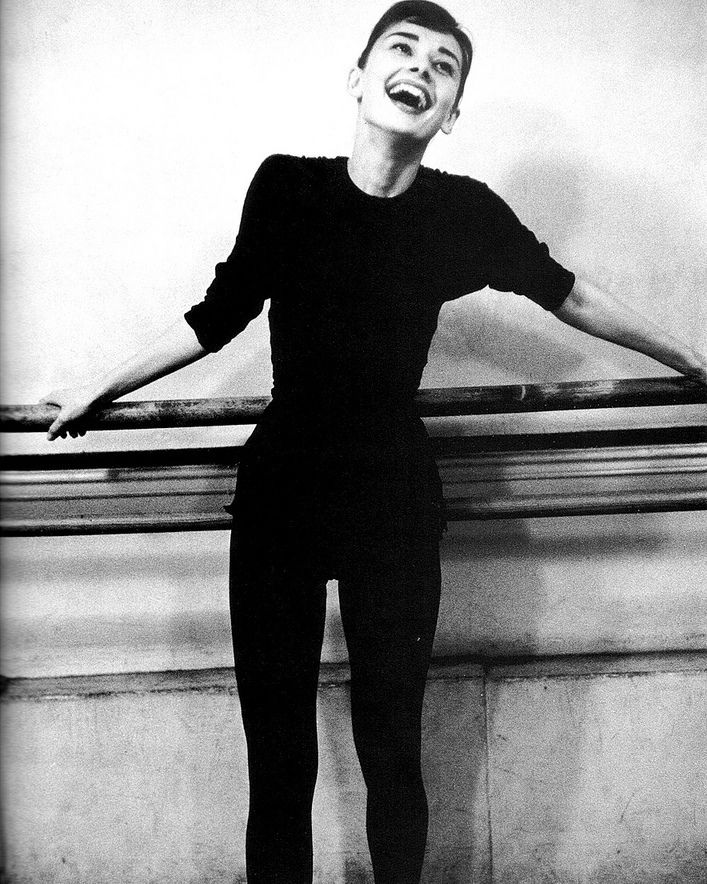
Гепберн у чорному поло і чорних брюках під час репетиції в 1956 році
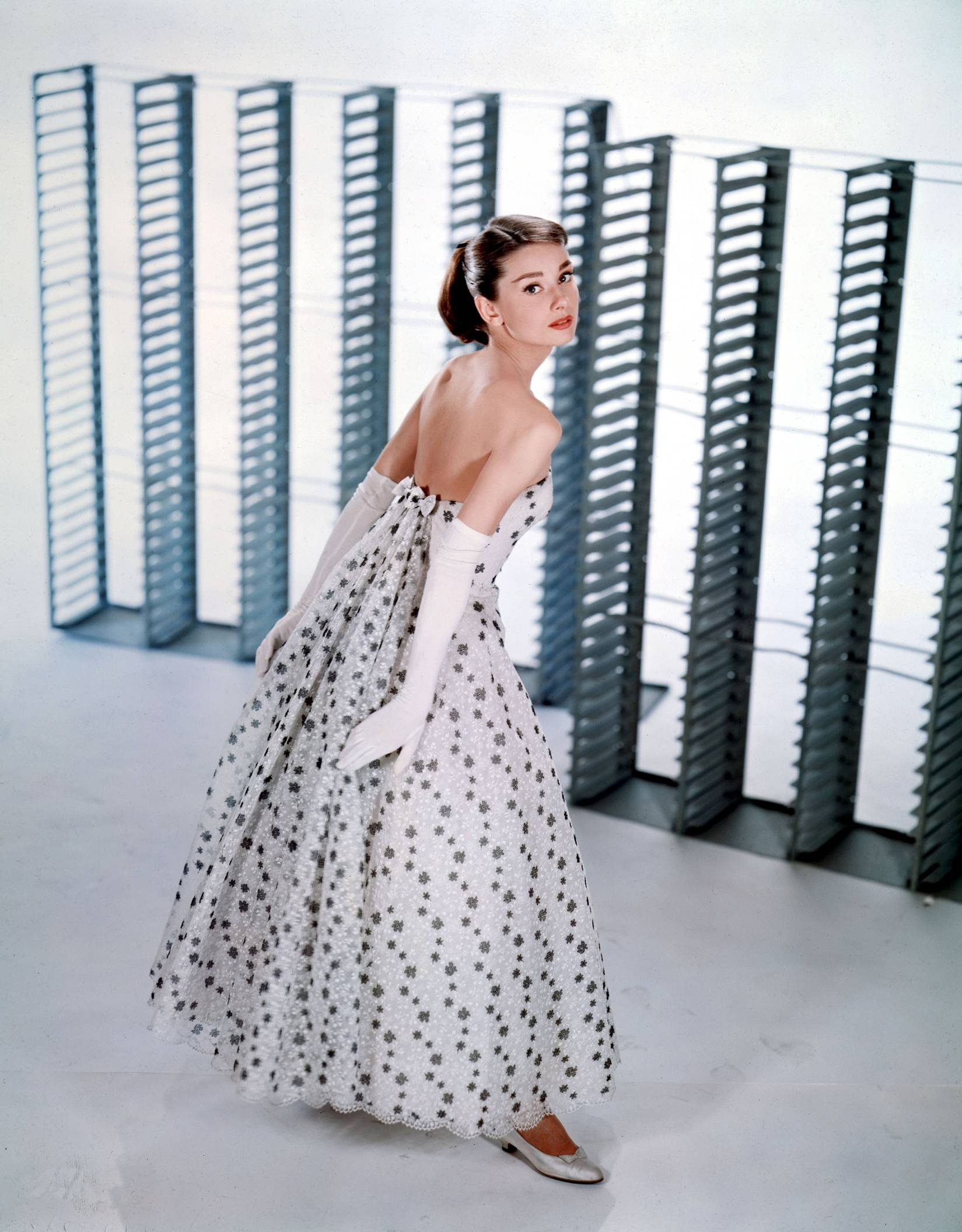
Гепберн у сукні від Givenchy на рекламній фотографії для фільму " Кумедне обличчя " (1957)
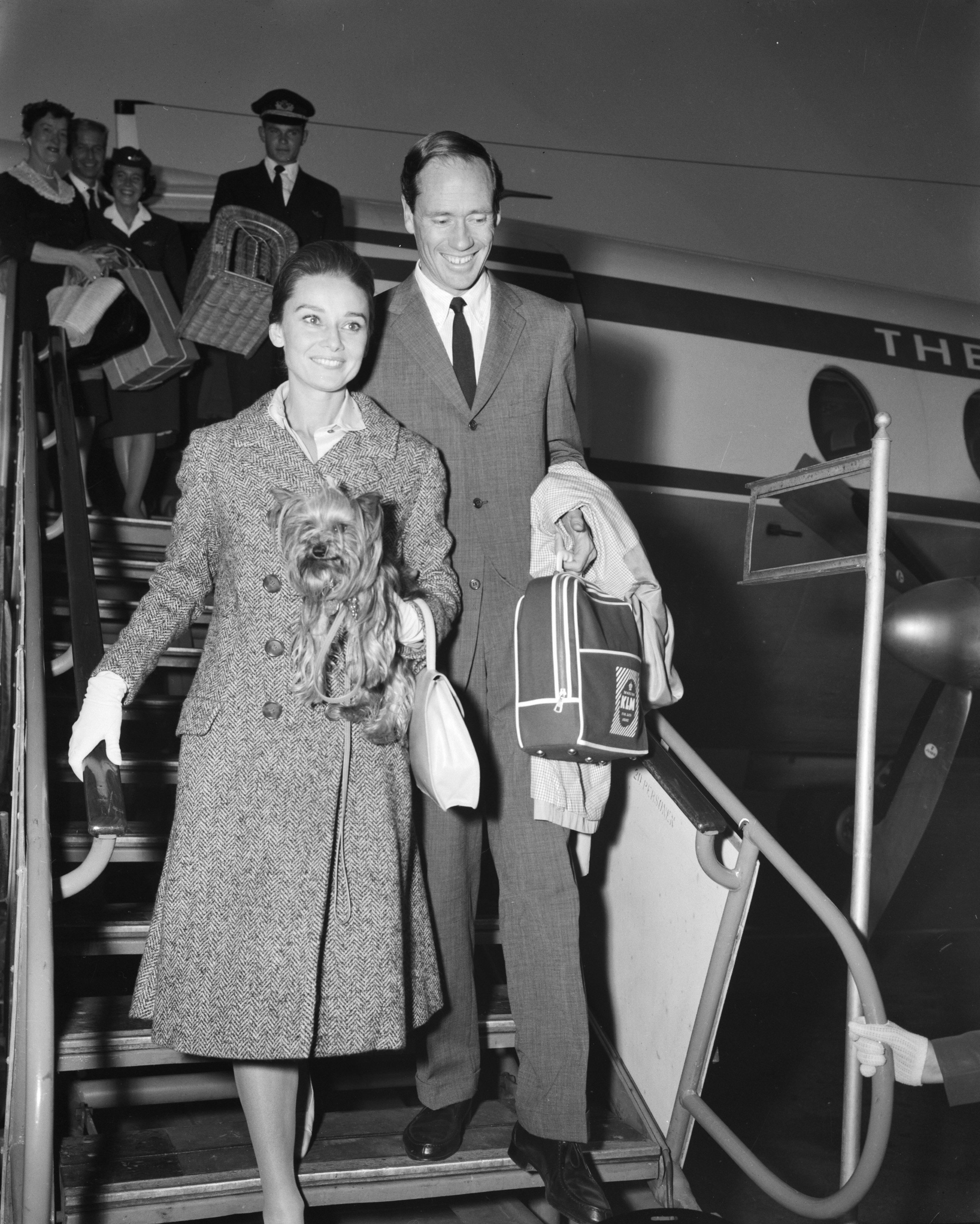
Гепберн у вовняному пальті на ґудзиках і рукавичках, 1959 рік
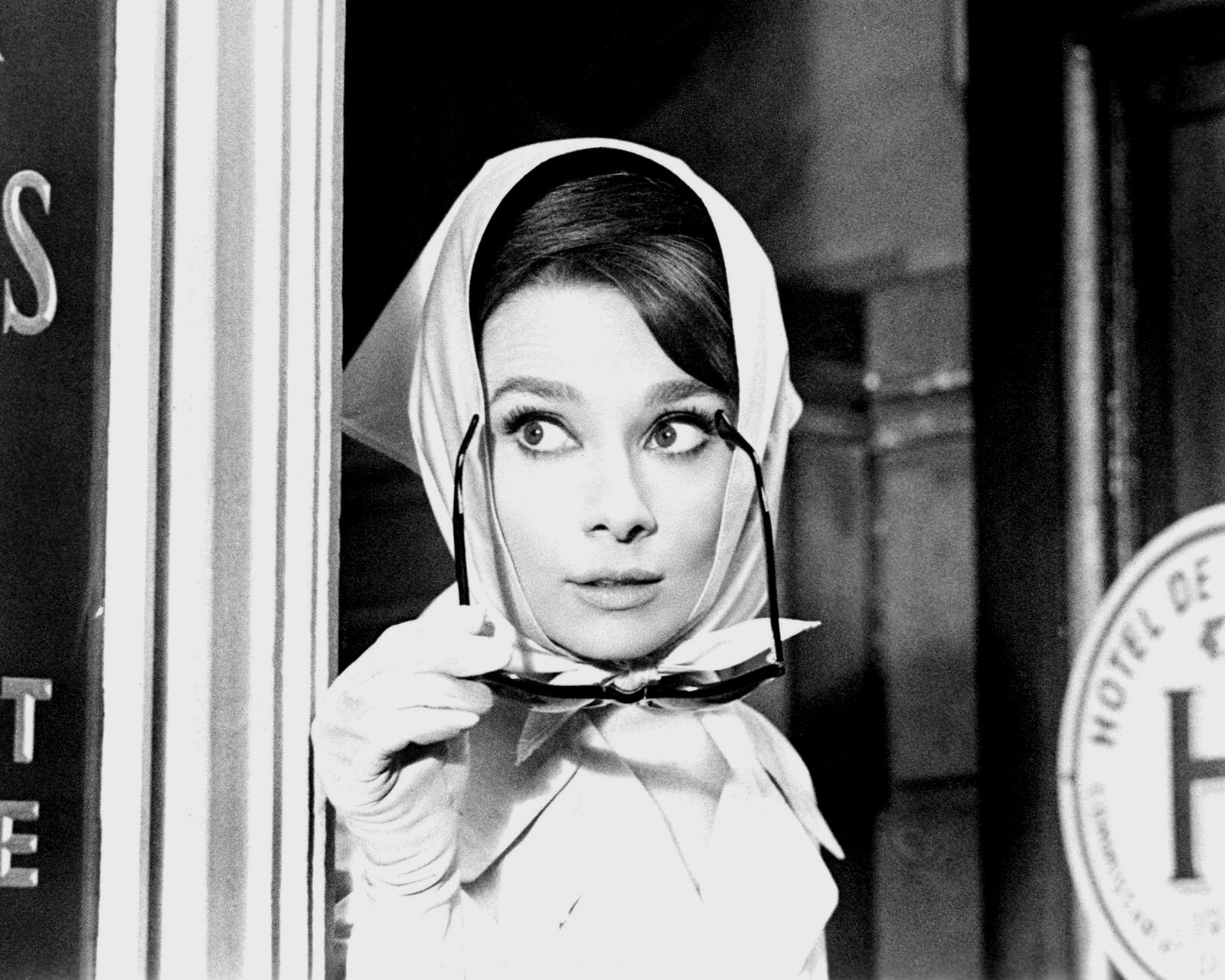
Гепберн в сонцезахисних окулярах, рукавичках і хустці на рекламній фотографії для фільму " Шарада " (1963)
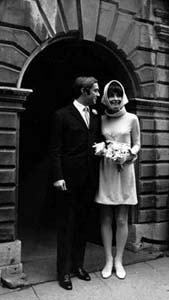
Друга весільна сукня Гепберн, розроблена Givenchy, 1967 рік
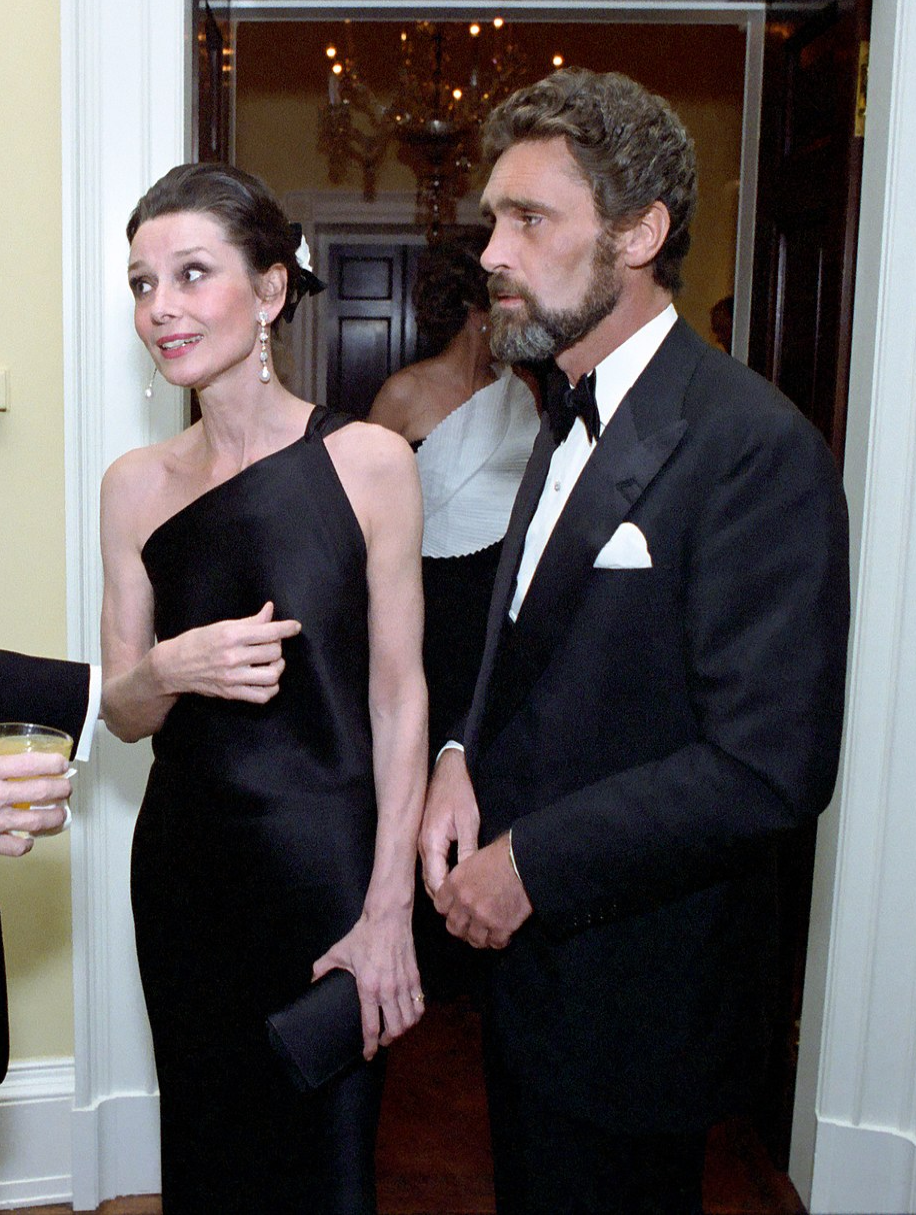
Гепберн в атласній чорній вечірній сукні з відкритими плечима, 1981 рік

## Дивись також
- Гепберн в атласній чорній вечірній сукні з відкритими плечима, 1981 рікМода Діани, принцеси Уельської
- Мода Мадонни

1. ↑  Style icon Audrey Hepburn's legacy of love and loss. Belfast Telegraph. Процитовано 15 лютого 2022.
2. 1 2 3 4 5  Jana, Rosalind. 13 Items That Defined Audrey Hepburn's Wardrobe. Vogue. Процитовано 15 лютого 2022.
3. ↑  Thomas, Dana. Hubert de Givenchy on Audrey Hepburn. The New York Times. Процитовано 15 лютого 2022.
4. 1 2 3  There's A Reason Why Audrey Hepburn's Style Is Still So Celebrated. Grazia. Процитовано 15 лютого 2022.
5. ↑  Perry, Whitney. These Audrey Hepburn Style Moments Are Simply Timeless. Glamour. Процитовано 15 лютого 2022.
6. 1 2  Brazilian, Alexa. Get Gamine in Gingham Capri Pants, Audrey Hepburn-Style. The Wall Street Journal. Процитовано 15 лютого 2022.
7. ↑  Renee, Jacques. 25 Timeless Style Lessons From Audrey Hepburn. HuffPost. Процитовано 15 лютого 2022.
8. ↑  A Look Into Audrey Hepburn's Modish Lifestyle. CR Fashion Book. Архів оригіналу за 15 лютого 2022. Процитовано 15 лютого 2022.
9. ↑  Fu, Joanna. Style File: Audrey Hepburn. Vogue Hong Kong. Процитовано 15 лютого 2022.
10. 1 2 3 4  Collings, Kat. 10 Pieces for an Audrey Hepburn–Inspired Wardrobe. Who What Wear. Процитовано 15 лютого 2022.
11. 1 2 3 4 5 6 7  Paris, Barry (1996). Audrey Hepburn. New York: Putnam. ISBN 0-399-14056-5. OCLC 34675183.
12. 1 2  Jana, Rosalind. 14 Audrey Hepburn style moments that have stood the test of time. Vogue France. Процитовано 15 лютого 2022.
13. ↑  Moseley, Rachel (7 березня 2004). Audrey Hepburn – everybody's fashion icon. The Guardian.
14. 1 2 3 4 5 6 7 8  Collins, Amy. When Hubert Met Audrey. Vanity Fair. Процитовано 15 лютого 2022.
15. ↑  Zarrella, Katharine K. Hubert de Givenchy & Audrey Hepburn. V. Архів оригіналу за 10 травня 2015. Процитовано 23 квітня 2016.
16. ↑  Sheridan, Jayne (2010). Fashion, Media, Promotion : the New Black Magic. Hoboken: Wiley. с. 94. ISBN 978-1-4051-9421-1.
17. 1 2 3  The Audrey Hepburn Look Book. The Cut. Процитовано 15 лютого 2022.
18. ↑  Alexander, Ella. The Hepburn Look. Vogue. Процитовано 16 лютого 2022.
19. 1 2  Colon, Ana. Wardrobe Staples Made Famous By Audrey Hepburn. Refinery29. Процитовано 15 лютого 2022.
20. ↑  Cosgrove, Bronwyne. How Audrey Hepburn Influenced Givenchy's Red Carpet Legacy. The Hollywood Reporter. Процитовано 15 лютого 2022.
21. ↑  "Regard sur Audrey Hepburn", Regard Magazine n° 4, Paris, January 1993.
22. ↑  Audrey Hepburn's Roman Street Style. Vanity Fair. Процитовано 15 лютого 2022.
23. 1 2 3 4 5  Twigg, Melissa. Why Audrey Hepburn's timeless style still influences what we wear today. The Telegraph. Процитовано 15 лютого 2022.
24. 1 2 3 4 5 6 7 8  Rigg, Natalie. How Audrey Hepburn Became a Style Icon: Her 8 Chicest Screen Moments. Vogue. Процитовано 15 лютого 2022.
25. 1 2 3 4  Reynaud, Floriane. The Story Behind That Little Black Dress Worn by Audrey Hepburn In 'Breakfast At Tiffany's'. Vogue Hong Kong. Процитовано 15 лютого 2022.
26. 1 2  Fashion on Film: Breakfast at Tiffany's. Haute History. Архів оригіналу за 15 лютого 2022. Процитовано 15 лютого 2022.
27. ↑  Breakfast at Tiffany's: 50 things to love about Holly Golightly. The Scotsman. Процитовано 15 лютого 2022.
28. ↑  Breakfast At Tiffany's, 1961/Audrey Hepburn. Christie's. Процитовано 15 лютого 2022.
29. ↑  The International Hall of Fame: Women. Vanity Fair. Процитовано 15 лютого 2022.
30. ↑  Frederick, Candace. Audrey Cracks The Myth Of Perfection. Elle. Процитовано 15 лютого 2022.
31. ↑  Audrey Hepburn: Exhibition, flagship live and online auctions — September 2017. Christie's. Процитовано 15 лютого 2022.
32. 1 2  Garis, Mary Grace. Celebrities' 10 Best Audrey Hepburn Reinterpretations. Elle. Процитовано 15 лютого 2022.
33. ↑  Natalie Does Her Best Audrey. PopSugar. Процитовано 15 лютого 2022.
34. ↑  Okwodu, Janelle. Mila Kunis's Audrey Hepburn-Esque New Look Is Just Right. Vogue. Процитовано 15 лютого 2022.
35. ↑  Eells, Josh. 22 Things You Learn Hanging Out With Taylor Swift. Rolling Stone. Процитовано 15 лютого 2022.
36. ↑  Hines, Ree. Kendall Jenner channels Audrey Hepburn from 'My Fair Lady' at Met Gala. Today. Процитовано 15 лютого 2022.
37. ↑  What Kiernan Shipka Thinks of Mad Men Now That She's Finally Allowed to Watch It. Vanity Fair.
38. ↑  Kiernan Shipka: wide awake in dreamland. Dazed. 9 лютого 2016. Процитовано 13 листопада 2016.
39. 1 2 3  Gavilnes, Grace. 9 Stars Who Are Inspired By Audrey Hepburn. InStyle. Архів оригіналу за 28 вересня 2019. Процитовано 15 лютого 2022.
40. ↑  Rhue, Holly. 13 Times Meghan Markle Channeled Audrey Hepburn's Style. Elle. Процитовано 15 лютого 2022.
41. ↑  Gidik, Sarah. 'Big Little Lies' Costume Designer Breaks Down Audrey Hepburn-Inspired Party Looks. The Hollywood Reporter. Процитовано 15 лютого 2022.
42. ↑  Armsden, Amy. Emily In Paris: Her 7 Best Season 2 Outfits. Screen Rant. Процитовано 15 лютого 2022.
43. ↑  Griswod, Maggie. A Style-Lover's Guide To The Most Influential Fashion Icons Of All Time. StyleCaster. Процитовано 16 лютого 2022.
44. ↑  Wilson, Bee. The cult of Audrey Hepburn: how can anyone live up to that level of chic. The Guardian. Процитовано 15 лютого 2022.
45. ↑  Ramzi, Lilah. 5 Iconic Fashion Moments to Celebrate Audrey Hepburn and Hubert de Givenchy. Vogue. Процитовано 15 лютого 2022.
46. ↑  New Funny Face: Emma Ferrer. Harper's Bazaar. Процитовано 15 лютого 2022.